# Mirko Deflorian
Mirko Deflorian, né le 19 mai 1980 à Cavalese, est un skieur alpin italien naturalisé moldave .

## Palmarès

### Championnats du monde
| Épreuve / Édition | Bormio 2005 | Garmisch-Partenkirchen 2011 | Schladming 2013 |
| Descente          | -           | 33e                         | -               |
| Super g           | -           | Abandon                     | -               |
| Slalom géant      | Abandon     | Abandon                     | Abandon         |
| Super-combiné     | -           | 14e                         | -               |

### Coupe du monde
- Meilleur classement général : 67e en 2005.
- Meilleur résultat en épreuve : 5e.

### Coupe d'Europe
- 4 victoires.